# Moulins-sur-Orne

Moulins-sur-Orne este o comună în departamentul Orne, Franța. În 1 ianuarie 2022 avea o populație de 309 de locuitori.